# Пироманија
Пироманија је несавладив, принудан и неконтролисан импулс за паљењем ватре и изазивањем пожара, без неке користи, само зато да би се уживало у призору паљевине. Пироманија се сврстава у поремећаје контроле импулса или у импулсивне неурозе.